# Aâma
Ne doit pas être confondu avec Aama, film népalais de 1964 réalisé par Hira Singh Khatri.
Aâma est une série de bande dessinée suisse de Frederik Peeters, publiée par Gallimard en quatre volumes sortis entre 2011 et 2014.

## Synopsis
Verloc Nim se réveille amnésique sur la lointaine planète Ona(ji). Un robot au physique simiesque, Churchill, lui remet son carnet intime où Verloc décrit son histoire depuis le lundi 25 juin. Cette date marque son départ avec Conrad, son frère et propriétaire du robot, pour Ona(ji), où ils doivent récupérer une substance révolutionnaire nommée Aâma.

## Personnages
- Verloc Nim, le protagoniste de l'histoire.
- Lilja, la fille de Verloc et de Silice.
- Conrad, le frère de Verloc.
- Churchill, le robot garde du corps de Conrad.
- Silice, l'ex-femme de Verloc, elle est également la mère de Lilja.

## Analyse

### Scénario
Sur fond de science-fiction, Aâma réinvestit les thèmes des précédents travaux de Frederik Peeters, entre le récit intimiste de Pilules bleues, le polar documenté de RG et l'onirisme fantastique de Pachyderme. L'auteur explique avoir voulu « faire correspondre dans un seul et même récit le tout petit, d'extrêmement intime, et le gigantesque, le cosmologique ».
La dimension personnelle de l'œuvre est cependant limitée, une des seules inspirations autobiographiques proviendrait de la ressemblance physique entre l'auteur et le personnage de Verloc Nim, et entre l'héroïne et la fille du dessinateur : « Aâma, ce n'est pas seulement intimiste. Pour moi, c'est avant tout un récit de voyage, comme on pouvait en faire au XIXe siècle. Un récit d'explorateur. Il y a un côté feuilletonesque, de la bagarre ».

### Dessin

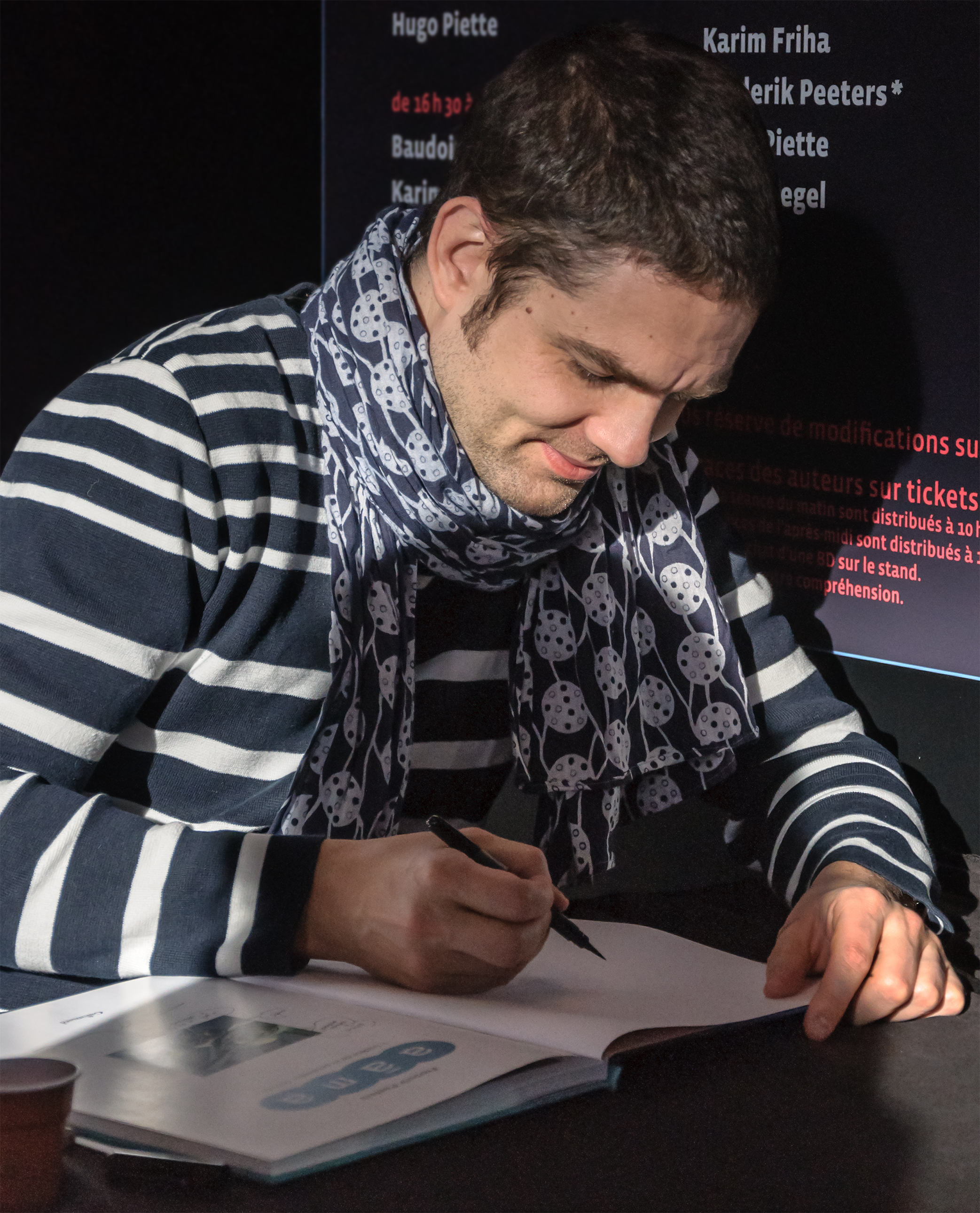
Frederik Peeters dédicaçant Aâma au festival d'Angoulême 2013.

Frederik Peeters choisi un style « synthétique » pour dépeindre l'univers plastique et semi-virtuel d'Aâma. Il envisage également au départ de clore la série sur un cinquième album totalement abstrait, afin de diluer l'« explosion finale », qu'il réalise en partie avec l'ouvrage Saccage en 2019.
Pour Le Figaro, « le trait inspiré du dessinateur suisse a pris de l'étoffe et du réalisme » depuis ses débuts : « avec ce graphisme virtuose et élégant dont il est coutumier, Peeters imagine un monde nouveau, avec sa faune et sa flore. Chaque planche regorge de trouvailles graphiques. Il y a quelque chose du western dans l'album ».

### Influences et références
S'il revendique l'influence des films d'Andreï Tarkovski Stalker et Solaris, de Star Wars et Blade Runner, des frères Strougatski, auteurs de Stalker, et de l'écrivain Stanislas Lem, Peeters affirme avoir voulu s'inspirer d'autres genres que la science-fiction afin de créer une œuvre hybride,. L'auteur décrit son style comme une fusion entre Hergé et Katsuhiro Ōtomo, et situe son graphisme entre Otomo et Edgar P. Jacobs. 

## Albums
- 1. L'Odeur de la poussière chaude, Gallimard,  (ISBN 978-2-07-063810-9), 13 octobre 2011
Scénario, dessin et couleurs : Frederik Peeters
- 2. La Multitude invisible, Gallimard,  (ISBN 978-2-07-064921-1), 14 octobre 2012
Scénario, dessin et couleurs : Frederik Peeters
- 3. Le Désert des miroirs, Gallimard,  (ISBN 978-2-07-065544-1), 10 octobre 2013
Scénario, dessin et couleurs : Frederik Peeters
- 4. Tu seras merveilleuse, ma fille, Gallimard,  (ISBN 978-2-07-066251-7), 16 octobre 2014
Scénario, dessin et couleurs : Frederik Peeters
  - Aâma (intégrale), 2019  (ISBN 978-2-07-513464-4)

## Réception critique
La série reçoit un accueil critique enthousiaste de la part des médias. France Inter évoque notamment « un récit passionnant, teinté d'humour et de peurs, des décors surprenants pour cette quête quasi désespérée, une histoire qui « coule » naturellement sur un scénario d'une fluidité parfaite, un dessin sensuel et élégant, et une fin… Je ne vous dit que ça ! ». Pour Le Figaro, « Peeters se sert de la science-fiction pour distiller ses visions apocalyptiques, ses peurs profondes, une sensualité latente, le tout enrobé de mystère et d'une dose d'humour, qui rend le tout passionnant ». Pour ActuaBD, le premier album « jette les bases extrêmement intrigantes d'un récit dans les pas de la science-fiction intellectuelle de Stanislas Lem ou Isaac Asimov ».
À l'occasion d'une exposition de planches originales en noir et blanc extraites du quatrième tome à la galerie Champaka de Bruxelles, Le Vif estime que celui-ci « offre également des envolées graphiques souvent touchées par la grâce, et une poésie organique qu'on n'avait plus vue et ressentie depuis Mœbius » et RTBF que « le dernier album d'une série étonnante, foisonnante, aux couleurs vives et omniprésentes (…) se révèle souvent proche de la surprise surréaliste » dans son absence de couleur.

## Distinctions
Aâma est nommée en sélection officielle du Festival d'Angoulême 2012. L'œuvre remporte le Prix de la BD du Point 2012, présidé par Georges Wolinski, et le Prix de la série au festival d'Angoulême 2013.